# Dress for Excess
Dress for Excess is een album van de Britse new wavegroep Sigue Sigue Sputnik uit 1988. Het was het tweede studioalbum van de groep, maar werd lauw onthaald. Hun debuutalbum Flaunt It flopte eveneens in eigen land. Ondanks de negatieve ontvangst bevatte Flaunt It de succesrijke singles "Love Missile F1-11" en "21st Century Boy". Dress for Excess bracht slechts de single "Success" voort. "Success" werd echter een ironische single omdat Sigue Sigue Sputnik destijds reeds bij een breder publiek al wel even het toppunt van hun populariteit, in feite een uit de hand gelopen rage, voorbij was. Bovendien zette platenmaatschappij van de band, Parlophone (EMI Music), hen onder druk om "Success" sneller uit te brengen – niet naar hun zin. Het nummer "Rio Rocks!" bevat een sample van Tony Montana (Al Pacino) uit de film Scarface uit 1983 ("Go ahead, Romeo"). De sfeer is vaak nogal cynisch of duister, zoals "Hey Jayne Mansfield Superstar!", handelend over de verongelukte actrice Jayne Mansfield. 

## Nummers
1. "Albinoni vs. Star Wars, Pts. 1 & 2" - 4:37
2. "Boom Boom Satellite" - 4:23
3. "Hey Jayne Mansfield Superstar!" - 4:29
4. "Super Crook Blues" - 4:00
5. "Rio Rocks!" - 5:18
6. "Success" - 3:50
7. "Dancerama" - 4:45
8. "Orgasm" - 3:27
9. "M*A*D (Mutal Assured Destruction)" - 5:32
10. "Is This the Future!" - 2:42

## Bezetting
- Martin Degville – Zang
- Tony James – Basgitaar
- Neal X – Elektrische gitaar
- Chris Kavanagh – Drums
- Ray Mayhew – Drums
- "Miss" Yana Yaya – Keyboards